# Javi López Fernández

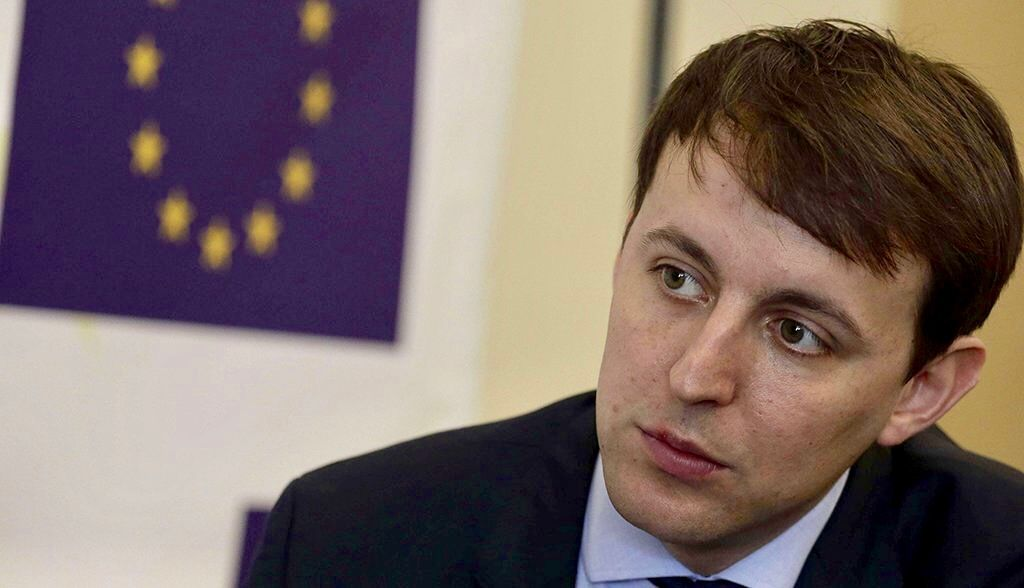
Retrato de Javi López

Javier "Javi" López Fernández (Madrid, 11 de novembro de 1985) é um político espanhol que foi eleito membro do Parlamento Europeu pela primeira vez em 2014.

## Carreira política
No Parlamento, López Fernández actuou na Comissão de Emprego e Assuntos Sociais de 2014 a 2019, antes de passar para a Comissão do Meio Ambiente, Saúde Pública e Segurança Alimentar e Subcomissão de Segurança e Defesa. Além das suas atribuições na comissão, é Presidente da Delegação do Parlamento à Assembleia Parlamentar Euro-Latino-Americana. Ele também é membro do Intergrupo do Parlamento Europeu sobre Mares, Rios, Ilhas e Áreas Costeiras.

## Outras actividades
- Conselho Europeu de Relações Externas (ECFR), membro do Conselho[3]